# William Demant Holding
William Demant Holding ist ein Gesundheitsunternehmen aus Dänemark mit Firmensitz in Smørum. Es hat sich auf den Bereich Hörgeräte und Diagnoseinstrumente spezialisiert.
William Demant beschäftigte 2023 rund 21.000 Mitarbeiter und machte mit diesen einen Umsatz von 22,443 Mrd. DKK. Im Jahr 2016 galt William Demant als größter Konkurrent des Weltmarktführers Sonova in der Hörgeräte-Branche. Es ist im Aktienindex OMX Copenhagen 20 gelistet.

## Geschichte
Das Unternehmen wurde 1904 von Hans Demant unter dem Firmennamen Oticon gegründet. Nach seinem Tod führte 1910 dessen Sohn William das Unternehmen weiter.
1957 übertrugen William und Ida Emilie Demant die Familienanteile am Unternehmen an die Oticon Foundation. Ziel dieser Stiftung ist es, Menschen mit Hörproblemen zu unterstützen. Die Stiftung hält gegenwärtig rund 58 % am Unternehmen (Stand: 2023).
1994 erwarb das Unternehmen William Demant das schweizerische Unternehmen Bernafon, Phonic Ear, später die Headset-Hersteller DanaCom und Interacoustics. 2003 wurde zusammen mit der deutschen Firma Sennheiser als Joint Venture in Kopenhagen Sennheiser Communications A/S gegründet.
2015 übernahm William Demant das französische Unternehmen Audika mit rund 460 Ladengeschäften für 168 Millionen Euro. Im folgenden Jahr, 2016, eröffnete es unter dem Namen Audika 80 Fachgeschäfte in der Schweiz. Zu dieser Zeit galt William Demant als größter Konkurrent des Weltmarktführers in der Hörgeräte-Branche Sonova.
Im Juni 2025 wurde bekannt, dass das Unternehmen den bisherigen Konkurrenten Kind Hörgeräte für rund 700 Mio. Euro übernehmen wird.